# 茅家岭街道
茅家岭街道，是中华人民共和国江西省上饶市信州区下辖的一个乡镇级行政单位。

## 行政区划
茅家岭街道下辖以下地区：
世纪花园社区、解放社区、畴口社区、汪家园社区、同心社区、四吉社区、茅家岭村、周田村、塔水村和车头村。